# Archytas pernox
Archytas pernox är en tvåvingeart som först beskrevs av Giglio-tos 1893.  Archytas pernox ingår i släktet Archytas och familjen parasitflugor. Inga underarter finns listade i Catalogue of Life.